# Nagy Ivett

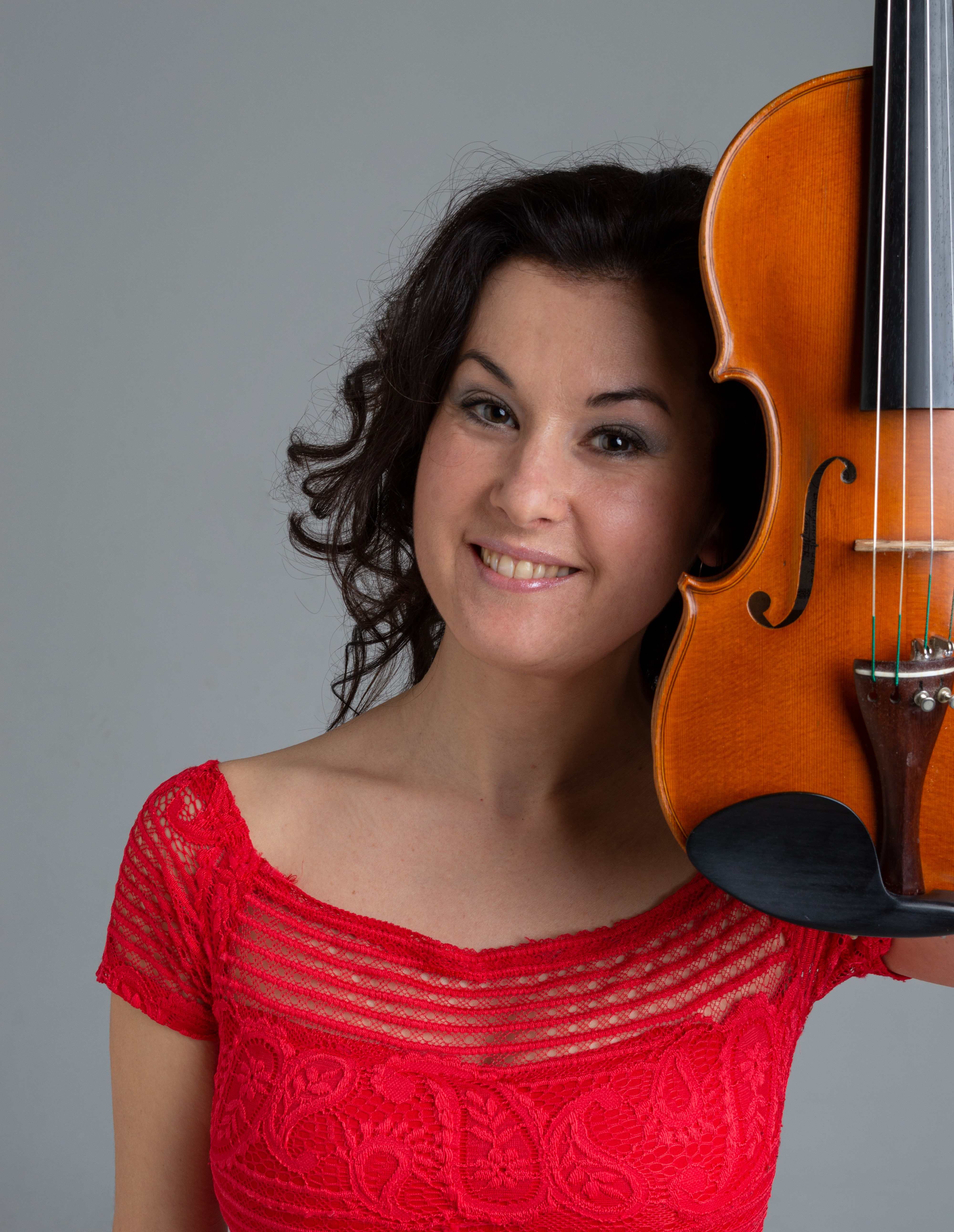

Nagy Ivett (Békéscsaba) hegedűművész, -tanár.

## Életrajza
Nagy Ivett hegedűművész a Liszt Ferenc Zeneművészeti Egyetemen szerzett kitüntetéses hegedűművészi diplomát, és rangos hegedűművészek mesterkurzusain képezte magát Magyarországon, Ausztriában, Romániában, Németországban és Svájcban. 
Az Országos Koncz János hegedűversenyen I. díjat és különdíjat nyert, ezen kívül számos ösztöndíjban részesült itthon és külföldön.
A Jeunesses Musicales Országos Vezetőségének tagjaként már középiskolás korától rendszeresen adott önálló koncerteket. Felvételeket készített a Magyar Rádióban és Televízióban, és élő szólóestet adott a Magyar Rádió Márványtermében. Fellépett olyan neves partnerekkel, mint Szabadi Vilmos hegedűművész, Ella István orgonaművész, valamint szólistaként Kesselyák Gergely és Gál Tamás vezényletével. Szólóestet adott az Ungvári Filharmóniában, zenekari kísérettel játszott Szlovéniában, a Trio Concertando kamaraegyüttes vendégművészeként Olaszországi Fesztiválokon koncertezett.
2010-ben a bécsi JSBM kulturális csereprogramjának keretében nyert ösztöndíjat Utsunomiyaba (Japán) egy éves tanári és művészi tevékenységre. 2005-től 2016-ig oktatott a Hermann László Zeneművészeti Szakközépiskolában Székesfehérváron, ahol tanszakvezetői feladatokat is ellátott, majd 2016-tól 2018-ig az Egressy Béni Zeneművészeti Szakközépiskolában Budapesten. Növendékei számtalan verseny díjazottjai lettek. Rendszeresen vesz részt zenei versenyek értékelő munkájában zsűritagként.
2017-ben megalapította a „Duo Vive” kamaraegyüttest, 2019-ben létrehozta a StopConcert komolyzenei projektet. Szóló és kamarazenei koncerteken, fesztiválokon lépett fel Magyarországon, Európában és Japánban.
2020-tól a Pécsi Tudományegyetem Művészeti Doktori Iskola doktorandusz hallgatója.